# Gärsholmen
Gärsholmen är en ö i Finland. Den ligger i Finska viken och i kommunen Lovisa i den ekonomiska regionen  Lovisa i landskapet Nyland, i den södra delen av landet. Ön ligger omkring 74 kilometer öster om Helsingfors.
Öns area är 1,7 hektar och dess största längd är 230 meter i nord-sydlig riktning. Närmaste större samhälle är Lovisa, 9,9 km norr om Gärsholmen.